# 莘塍街道
莘塍街道是中华人民共和国浙江省温州市瑞安市下辖的一个街道办事处。

## 行政区划
莘塍街道下辖以下村级行政区划单位：
河滨社区、营新社区、周田社区、莘塍社区、莘兴社区、明镜社区、东新社区、莘泉社区、莘湖社区、董兴社区、董田社区、华洋社区、下村、四坦村、前埠村、董一村、董二村、董七村、董八村和下山根村。